# Rutelinae
Rutelinae zijn een onderfamilie van kevers uit de familie van de bladsprietkevers (Scarabaeidae).

## Taxonomie
De volgende taxa zijn bij de onderfamilie ingdeeld:
- Geslachtengroep Adoretini
  - Geslacht Trigonochilus Brenske, 1896[1]
- Geslachtengroep Anatistini
- Geslachtengroep Anoplognathini
- Geslachtengroep Alvarengiini
- Geslachtengroep Anomalini
- Geslachtengroep Geniatini Burmeister, 1844[2]
  - Geslacht Bolax Fischer von Waldheim, 1829
  - Geslacht Eunanus Ohaus, 1909
  - Geslacht Evanos Ohaus, 1909
  - Geslacht Geniates Ohaus, 1909
  - Geslacht Geniatosoma Costa Lima, 1940
  - Geslacht Heterogeniates Ohaus, 1909
  - Geslacht Leucothyreus Macleay, 1819
  - Geslacht Lobogeniates Ohaus, 1917
  - Geslacht Microchilus Blanchard, 1851
  - Geslacht Mimogeniates Martínez, 1964
  - Geslacht Rhizogeniates Ohaus, 1909
  - Geslacht Trizogeniates Ohaus, 1917
  - Geslacht Xenogeniates Villatoro & Jameson, 2001
- Geslachtengroep Rutelini
  - Ondergeslachtengroep Anticheirina Lacordaire, 1856
    - Geslacht Acraspedon Arrow, 1899
    - Geslacht Aequatoria Arrow, 1899
    - Geslacht Anticheira Eschscholtz, 1818
    - Geslacht Anticheiroides Soula, 1988
    - Geslacht Badiasis Machatschke, 1970
    - Geslacht Chalcentis Burmeister, 1844
    - Geslacht Chlorota Burmeister, 1844
    - Geslacht Chuchina Soula, 2005
    - Geslacht Crathoplus Blanchard, 1851
    - Geslacht Dorysthetus Blanchard, 1845
    - Geslacht Exanticheira Soula, 1988
    - Geslacht Exochlorota Soula, 2002
    - Geslacht Exoptenomela Soula, 2002
    - Geslacht Exothyridium Soula, 2002
    - Geslacht Heterochlorota Soula, 2002
    - Geslacht Hypaspidius Arrow, 1899
    - Geslacht Lagochile Hoffmannsegg, 1817
    - Geslacht Minidorysthetus Soula, 2002
    - Geslacht Mucama Soula, 2002
    - Geslacht Parachlorota Soula, 2002
    - Geslacht Paradorysthetus Soula, 2002
    - Geslacht Paramacraspis Ohaus, 1915
    - Geslacht Paraptenomela Soula, 2002
    - Geslacht Paratelaugis Ohaus, 1915
    - Geslacht Parathyridium Ohaus, 1915
    - Geslacht Pichica Soula, 2002
    - Geslacht Platyrutela H.W. Bates, 1888
    - Geslacht Pseudoanticheiroides Soula, 1998
    - Geslacht Pseudodorysthetus Soula, 2002
    - Geslacht Pseudohypaspidius Soula, 1998
    - Geslacht Pseudomacraspis Ohaus, 1915
    - Geslacht Pseudoptenomela Soula, 2002
    - Geslacht Pseudothyridium Soula, 2002
    - Geslacht Ptenomela H.W. Bates, 1888
    - Geslacht Telaugis Burmeister, 1844
    - Geslacht Theuremaripa Soula, 2006
    - Geslacht Thyridium Burmeister, 1844
    - Geslacht Thyriochlorota Ohaus, 1915
    - Geslacht Tipicha Soula, 2005
    - Geslacht Vayana Ohaus, 1915
    - Geslacht Xenochlorota Soula, 2002

  - Ondergeslachtengroep Areodina Burmeister, 1844
    - Geslacht Areoda MacLeay, 1819
    - Geslacht Byrsopolis H.W. Bates, 1888
    - Geslacht Cotalpa Burmeister, 1844
    - Geslacht Oplognathus MacLeay, 1819
    - Geslacht Parabyrsopolis Ohaus, 1915
    - Geslacht Parachrysina H.W. Bates, 1888
    - Geslacht Paracotalpa Ohaus, 1915
    - Geslacht Pseudocotalpa Hardy, 1971
    - Geslacht Viridimicus Jameson, 1990
    - Geslacht Xenoproctis Kolbe, 1896

  - Ondergeslachtengroep Heterosternina Bates, 1888
    - Geslacht Elcarmeniella Franz, 1955
    - Geslacht Heterosternus Dupont, 1832
    - Geslacht Homoiosternus Ohaus, 1901
    - Geslacht Macropoidelimus Morón, 1983
    - Geslacht Macropoides Guérin-Ménéville, 1844
    - Geslacht Mesosternus Morón, 1987
    - Geslacht Paraheterosternus Morón, 1983
    - Geslacht Parisolea Bates, 1888
    - Geslacht Plesiosternus Morón, 1983
    - Geslacht Promacropoides Sigwalt, 1987

  - Ondergeslachtengroep Pelidnotina
    - Geslacht Catoclastus Solier, 1851
    - Geslacht Chrysina Kirby, 1828
    - Geslacht Chrysophora Audinet-Serville, 1825
    - Geslacht Ectinoplectron Ohaus, 1915
    - Geslacht Epichalcoplethis Bates, 1904
    - Geslacht Eremophygus Ohaus, 1910
    - Geslacht Heteropelidnota Ohaus, 1912
    - Geslacht Homeochlorota Soula, 2006
    - Geslacht Homonyx Guérin-Ménéville, 1839
    - Geslacht Homothermon Ohaus, 1898
    - Geslacht Hoplopelidnota Bates, 1904
    - Geslacht Mecopelidnota Bates, 1904
    - Geslacht Mesomerodon Ohaus, 1905
    - Geslacht Microogenius Gutiérrez, 1951
    - Geslacht Neogutierrezia Martínez, 1953
    - Geslacht Oogenius Solier, 1851
    - Geslacht Pachacama Soula, 2006
    - Geslacht Parhomonyx Ohaus, 1915
    - Geslacht Parhoplognathus Ohaus, 1915
    - Geslacht Patatra Soula, 2008
    - Geslacht Pelidnota MacLeay, 1819
    - Geslacht Peltonotus Burmeister, 1847
    - Geslacht Peruquime Mondaca & Valencia, 2016
    - Geslacht Pseudogeniates Ohaus, 1910
    - Geslacht Sorocha Soula, 2006
    - Geslacht Xenoplidnota Bates, 1904

  - Ondergeslachtengroep Didrepanephorina Ohaus, 1918
    - Geslacht Didrepanephorus Wood-Mason, 1878
    - Geslacht Fruhstorferia Kolbe, 1894
    - Geslacht Kibakoganea Nagai, 1984
    - Geslacht Masumotokoganea Hirasawa, 1992
    - Geslacht Pukupuku Muramoto, 2006

  - Ondergeslachtengroep Parastasiina Burmeister, 1844
    - Geslacht Ceroplophana Gestro, 1893
    - Geslacht Dicaulocephalus Gestro, 1888
    - Geslacht Parastasia Westwood, 1841
    - Geslacht Peperonota Westwood, 1847

  - Ondergeslachtengroep Rutelina MacLeay, 1819
    - Geslacht Calomacraspis Bates, 1888
    - Geslacht Chasmodia MacLeay, 1819
    - Geslacht Cnemida Kirby, 1827
    - Geslacht Macraspis MacLeay, 1819
    - Geslacht Metapachylus H.W. Bates, 1889
    - Geslacht Microrutela F. Bates, 1904
    - Geslacht Plesiorutela Jameson, 1997
    - Geslacht Rutela Latreille, 1802
    - Geslacht Rutelisca H.W. Bates, 1888
    - Geslacht Sphaerorutela Jameson, 1997